# Omar Sey (Mediziner)
Omar Sey (* um 1965; † 6. September 2022) war ein gambischer Politiker und Mediziner. Er war Minister für Gesundheit und Soziales (englisch Secretary of State for Health and Social Welfare).

## Leben
Nach seiner Schulbildung besuchte Sey 1982 bis 1985 das Gambia College und schloss mit einem Diplom in Krankenpflege ab. Weitere Stationen seines Bildungsweges waren das Kenya Medical Training College (1993–1994) mit einem Diplom in Augenheilkunde und dem University College London (2001–2002) mit einem Master-Abschluss in Augenheilkunde. Mit einem Stipendium lernte Sey 2004 auf dem National Institute of Public Health Japan Krankenhausverwaltung und Gesundheitsmanagement.
Von 2004 bis 2009 war er Leiter des AFPRC General Hospital in Farafenni. Im Oktober 2009 wurde er zum stellvertretenden ständigen Sekretär im Ministerium für Gesundheit und Soziales ernannt, das Amt, das er bis 2011 innehatte. Von 2011 bis 2012 war er Krankenhausleiter des Aga Khan Health Services in Afghanistan. Ab Oktober bis Juli 2013 war er zum stellvertretenden ständigen Sekretär Admin/Finanzen im Ministerium für Gesundheit und Soziales ernannt. Im August 2013 wurde Omar Sey zum Nachfolger von Bala Garba-Jahumpa als Minister für Gesundheit und Soziales im Kabinett von Yahya Jammeh ernannt.
Am 16. Januar 2017 reichte Sey seinen Rücktritt als Minister ein, kurz bevor die Amtszeit vom abgewählten Präsident Jammeh endete. Er hielt sich gerade in Genf auf, um an der am 18. Januar 2017 stattfindende WHO-Konferenz teilzunehmen. Ende Januar wurde bekannt, dass Sey in Genf Asyl beantragte.
Er starb im September 2022 im Alter von 57 Jahren.

## Familie
Sey war verheiratet und Vater von fünf Kindern.

## Auszeichnungen und Ehrungen
- 2016 – July 22nd Revolution Award[9]